# Sinus Medii

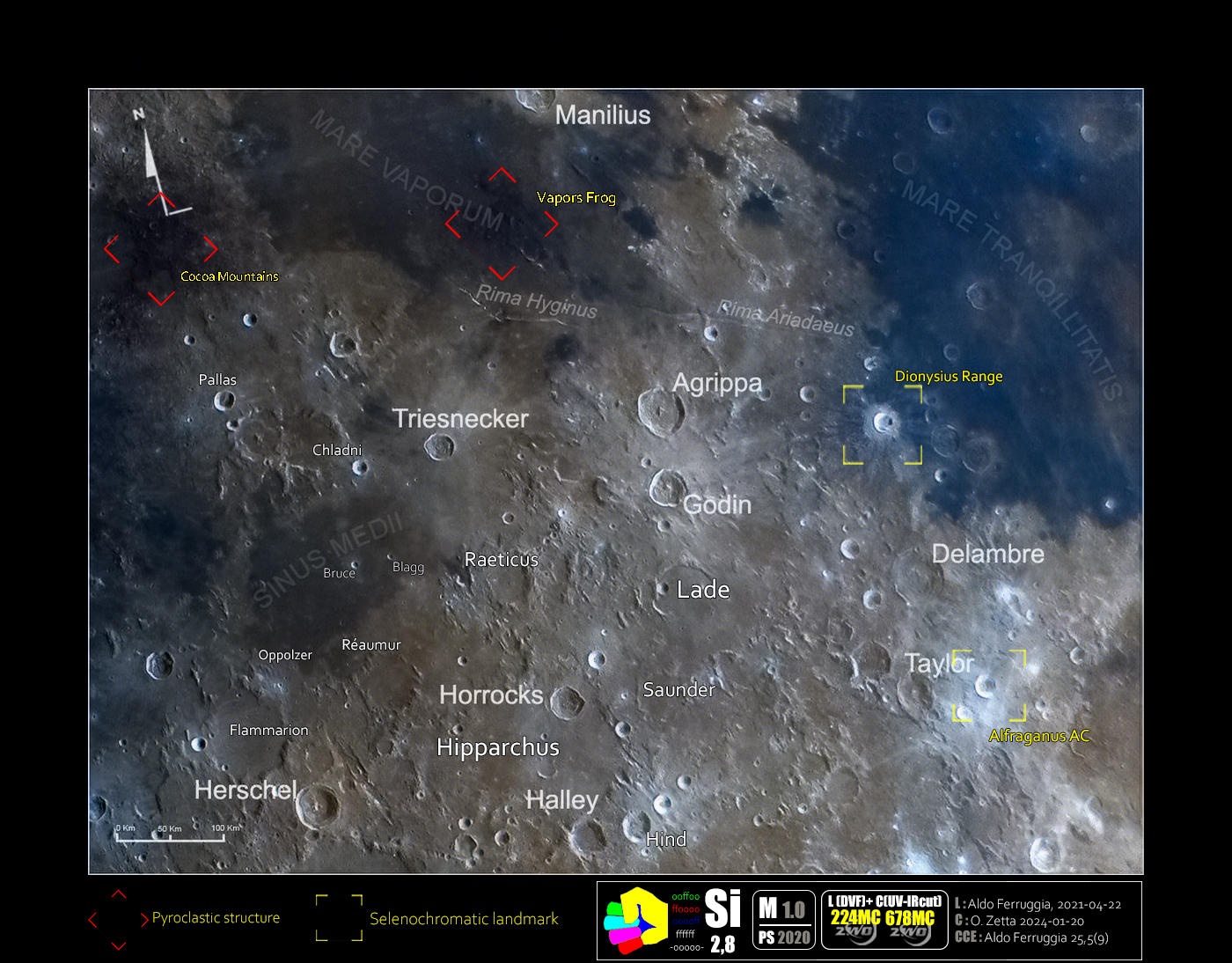
La zona di Sinus Medii con mineral postprocessing

Il Sinus Medii è una struttura geologica della superficie della Luna.